# Max Onorari
Max Onorari detto Marcellino (Alassio, 6 dicembre 1934) è un musicista e pianista italiano.

## Biografia
Nel 1946 inizia gli studi al Conservatorio Luigi Cherubini  di Firenze.
Nel 1956 inizia la sua carriera esibendosi con sue formazioni e iniziando la sua carriera anche di cantante. Nel 1957 viene ingaggiato dal complesso di "Bruno Clair" e comincia con il gruppo un tour nei migliori locali d'Italia dell'epoca. 
Nel 1958, scritturato dalla Music, una delle più importanti case discografiche, incide i suoi primi dischi con il nome d'arte di "Marcellino".
Nel 1959 Max Onorari diventa il cantante fisso dei Menestrelli del Jazz e con loro si esibisce alla "Triennale di Milano", nel locale O' Sarracino di Ischia, alla Canzone del mare di Capri al Casino di Venezia, alle Grotte del Piccione di Roma, locale frequentato da tutti i grandi attori americani e italiani del periodo della "Dolce vita" di Fellini. 
Lì, tra gli altri, conoscerà Maurizio Arena, che più tardi gli inserirà, nel film Il principe fusto una canzone come motivo conduttore.
Nel 1969 Max Onorari si presenta a Radio Monte Carlo e viene ingaggiato come giornalista intervistatore radiofonico.
Dal 1969 agli anni Ottanta partecipa a tutti i Festival di Sanremo, incontrando i più importanti cantanti italiani, francesi, inglesi e americani; importanti le sue interviste a Juliette Gréco, Charles Aznavour, Gilbert Becaud, Adamo, I Blood Sweet and Tears più tutti i grandi italiani tra cui Domenico Modugno, Claudio Villa, Renato Rascel, Orietta Berti, Ornella Vanoni, Patty Pravo, Lucio Battisti, Claudio Baglioni, i Nomadi. 
Importanti per circa due anni le sue interviste settimanali con Indro Montanelli ed Enzo Biagi; poi inizia a intervistare attori del cinema, tra gli altri Jack Palance, Kirk Douglas, Jacques Tati e tanti altri.
Il 16 settembre 1971 Max Onorari incide un 33 giri con la "RARE" LP/55012 A/B intitolato Fatti di vita, contenente brani dedicati a fatti veri di cronaca, tra gli altri l'uccisione di Milena Sutter. Una canzone di quel periodo, Il ragazzo che dipinge venne dedicata ad Enrico Pizzamiglio uno dei due ragazzi feriti nell'attentato di Piazza Fontana. 
Nell'anno 1974 la canzone La coscienza, dedicata alla morte di un poliziotto, venne selezionata dalla giuria del Festival di Sanremo nelle 10 canzoni impegnate, senza poter essere ammessa alla finale. 
Dopo il periodo di Radio Montecarlo lavora alla Radio della Svizzera Italiana (RSI) e poi sempre in Svizzera ricomincerà il suo lavoro diventando un pianista bar e girando in Europa. Negli anni Novanta ha organizzato delle Partite Internazionali di calcio per beneficenza coinvolgendo la Nazionale Italiana Cantanti, la Nazionale Francese Cantanti e la Nazionale Artisti Svizzera.
Le ultime apparizioni di Max Onorari sono in concerti con la cantante italiana Noris De Stefani, ultimi dei quali il 28 marzo 2009 alla sala Munsterhof di Strasburgo per l'Unione europea, a Milano al Castello Sforzesco il 7 agosto 2009 per "La bella estate di Milano" e a Tripoli per l'ambasciata italiana.
Negli anni successivi, Max Onorari scrive una commedia musicale, che vede mettere in scena per la prima volta, in un teatro a Chiasso, in Svizzera, con la regia dell'ex cantante lirica Maria Luisa Cregut.
Titolo della commedia: "e siamo ancora insieme". Sarà una grande soddisfazione per l'autore con il teatro pieno e moltissimi complimenti da parte degli spettatori e dalla critica.
Nel 2021 viene pubblicato un libro a cui Max lavorava da tempo: un libro autobiografico dal titolo: "Tre Generazioni". Nel libro Max Onorari narra la sua vita, collocando gli avvenimenti che lo hanno visto attore principale, in un contesto storico facile da seguire e istruttivo soprattutto per i più giovani, che avranno modo di imparare molto se avranno l'umiltà di seguire i consigli di chi ha vissuto una vita intensa con alti e bassi, ma sempre a testa alta. All'interno del libro sono presenti anche i testi di un album musicale pubblicato molti anni fa e molto caro allo stesso autore dal titolo "Fatti di vita". Lo stesso lavoro viene proposto su supporto CD in allegato al libro.

## Discografia

### 45 giri
Canta "Marcellino"
- MERCURY-
- Child Face (Viso di bimbo/Comme te l'aggi'a 'ddi.
- Ho bisogno di te/Solo.
- Idolo/Sunsmile.
- Bella e semplice/Qualcosa accadrà.
- Amorevole/È paura.
- Lasciami vivere/Non so'dimenticare.
- Mi sono ritrovato in te/Credo nell'amore.

CELSON
- Felice così/Sei fredda.
- Senti un po'/Placida.

COLUMBIA
- Il tuo sguardo/Vivremo insieme.
- Ci troveremo al mare/Così...vicino a me.
- È finito l'amore/Senti un po'.

Canta "Max Onorari"
- TIGRE
- Da' retta a me/Oh, no! ( Oh, no).
- E siamo in tre/Le lacrime no.

CAROSELLO
- Episodio/Il circo.

CAR JUKE BOX
- La coscienza/Il ragazzo che dipinge.

### 33 giri
RARE
- Fatti di vita.

### Jazz
CD " Live in Lugano"
- Swing Quartett

## Fonti
- Intervista Lucio Battisti https://web.archive.org/web/20090505212913/http://archivio.sorrisi.com/sorrisi/diretta/art023001038598.jsp
- Radio Montecarlo/intervista a Lucio Battisti/You -Tube